# Henric de Frizia
Henric de Frizia (supranumit  cel Gras) (n.c. 1055 – d. 1101), cunoscut și ca Henric de Northeim (sau Nordheim), a fost conte de Rittigau și Eichsfeld de la 1083, iar din 1099 margraf de Frizia.

## Biografie
Henric a fost fiul mai vârstnic al lui Otto de Nordheim și al Richenzei de Suabia.
Prin stăpânirile sale din Rittigau și Eichsfeld, el a fost unul dintre cei mai influenți principi saxoni ai epocii. În 1086, el s-a căsătorit cu văduva Gertruda de Braunschweig și ca urmare posesiunile conților de Katlenburg din familia Brunonen s-au unit cu cele ale celor de Nordheim. De la conții de Bilstein, el a moștenit părți din regiunea văii râului Werra, unde a devenit unic stăpânitor. Ulterior Henric a fost advocatus (în germană Vogt) în Helmarshausen și a fondat o mănăstire benedictină la Bursfelde în 1093.
Pe parcursul războaielor civile care au cuprins Imperiul romano-german în anii '80 ai secolului al XI-lea (Controversa pentru învestitură și Marea răscoală saxonă), Henric a fost de partea antiregelui Herman de Salm, cu care încheiase o alianță matrimonială. În 1086, alături de frații săi, el a schimbat tabăra trecând de partea împăratului Henric al IV-lea.
Soția sa, Gertruda de Braunschweig, era singura soră a margrafului Ekbert al II-lea de Meissen, care nu avea moștenitori. Prin dreptul de moștenire, Henric aștepta să primească posesiunile cumnatului său Ekbert din Frizia, atunci când acesta a murit în 1090, în vreme ce Meissen fusese deja dat lui Henric I, margraful de Ostmark. Cu toate acestea, posesiunile din Frizia fuseseră anexate de Ekbert în timpul rebeliunii sale din 1089 și erau acum administrate de către episcopul Conrad de Utrecht. Abia când cel din urmă a murit asasinat în 1099, împăratul a acordat în cele din urmă acele posesiuni lui Henric. El a încercat imediat să ia măsuri care să reglementeze navigația pe coastele Friziei, ignorând privilegiile acordate orașului Staveren. Simțindu-se amenințată de Henric, Biserica s-a aliat cu negustorii și orășenii frizieni împotriva acestuia. Deși aceștia l-au primit simulând încheierea unei înțelegeri amicale, el a presimțit trădarea lor și a încercat să fugă la bordul unui vas, care a fost atacat pe mare și scufundat. Nu se cunoaște data exactă a morții sale, ci doar că a fost înmormântat la Bursfelde în 10 aprilie 1101.
Unicul fiu al lui Henric, Otto al III-lea de Nordheim i-a moștenit posesiunile, în vreme ce fiica sa, Richenza de Nordheim a preluat teritoriile Katlenburger și pe cele ale familiei Brunonen, unindu-le cu cele ale Casei de Welf, în virtutea căsătoriei ei cu viitorul împărat Lothar al III-lea. Fiica mai mică a lui Henric, Gertruda (n.c. 1090 – d. înainte de 1165), a moștenit Bentheim și Rheineck, căsătorindu-se întâi cu Siegfried I de Weimar-Orlamünde, și apoi cu Otto I de Salm. Văduva sa, Gertruda, aceasta s-a recăsătorit cu margraful Henric I de Meissen și de Ostmark.

## Descendenți
Din căsătoria cu Gertruda de Braunschweig au rezultat trei copii:
- Otto al III-lea de Northeim (1086/88–1117),
- Richenza, moștenitoarea posesiunilor Braunschweig-Northeim (1086/87–1141);
- Gertruda, moștenitoarea posesiunilor Bentheim și Rheineck, (c. 1090–înîainte de 1165) căsătorită cu Siegfried I (Weimar-Orlamünde) și apoi cu Otto I de Salm.